# Gastrodontoidea
Gastrodontoidea is een superfamilie van weekdieren uit de klasse van de Gastropoda (slakken).

## Taxonomie
De volgende taxa zijn in de superfamilie ingedeeld:
- Familie Gastrodontidae Tryon, 1866
- Familie Chronidae Thiele, 1931
- Familie Euconulidae H. B. Baker, 1928
  - Onderfamilie Euconulinae H. B. Baker, 1928
    - = Conulinae Strebel & Pfeffer, 1879
    - = Durgellinidae Iredale, 1941
    - = Coneuplectinae Habe, 1946
    - = Papuarioninae Schileyko, 2002

  - Onderfamilie Microcystinae Thiele, 1931
    - Tribus Microcystini Thiele, 1931
    - Tribus Liardetiini H. B. Baker, 1938
      - = Fanulidae Iredale, 1945
      - = Advenidae Iredale, 1945

    - Tribus Philoneshni H. B. Baker, 1938
- Familie Oxychilidae Hesse, 1927 (1879)
  - Onderfamilie Oxychilinae Hesse, 1927 (1879)
    - = Helicellinae H. Adams & A. Adams, 1855
    - = Hyalininae Clessin, 1876
    - = Hyaliniinae Strebel & Pfeffer, 
    - = Nastiinae A. Riedel, 1989

  - Onderfamilie Daudebardiinae Kobelt, 1906
  - Onderfamilie Godwiniinae Cooke, 1921
- Familie Pristilomatidae Cockerell, 1891
- Familie Trochomorphidae Möllendorff, 1890
- Fossiele taxa die mogelijk tot de Gastrodontoidea behoren:
  - Onderfamilie  † Archaeozonitinae Pfeffer, 1930
  - Onderfamilie  † Grandipatulinae Pfeffer, 1930
  - Onderfamilie  † Palaeoxestininae Pfeffer, 1930